# ارنست پیرس
ارنست پیرس (انگلیسی: Ernest Peirce; ۲۵ سپتامبر ۱۹۰۹ – ۲۳ ژانویهٔ ۱۹۹۸) بوکسور اهل آفریقای جنوبی بود.